# Ruth Albitz
Ruth Albitz-Geiß geb.  Geiß (* 2. Juni 1924 in Berlin; † nach 1969) war eine deutsche Grafikdesignerin.

## Beruflicher Werdegang
Von 1942 bis 1946 erhielt Ruth Albitz-Geiß in verschiedenen Berliner Ateliers eine gebrauchsgrafische Ausbildung, von 1946 bis 1949 studierte sie an der Hochschule für Bildende Künste in Berlin.
Gemeinsam mit ihrem Ehemann Hans Adolf Albitz war sie ab 1949 als freie Grafikerin in Berlin tätig – hauptsächlich im Bereich Kultur. Das Paar gewann regelmäßig Wettbewerbe und erhielt zahlreiche Auszeichnungen. Als ihr Mann 1969 starb, verlor sie einen Großteil der Auftraggeber, sodass sie sich beruflich neu orientieren musste. In der Folgezeit etablierte sich Albitz als Lehrerin.

## Rezeption
Ein Artikel in der Zeitschrift Gebrauchsgraphik aus dem Jahr 1952 beschreibt nicht nur die Zusammenarbeit, sondern spiegelt ebenso die Geschlechterstereotypen der 1950er Jahre wider: »Der Erfolg der Zusammenarbeit des Ehepaares beruht auf dem Gesetz der Polarität […]. Hans Adolf Albitz ist der Statiker, der kühl und berechnend Formende, […] Ruth Albitz-Geiß bevorzugt dagegen die malerischen Elemente, das farbig Blutvolle und breit Geschilderte.«